# Sign in Please
Sign In Please del año 1984, es el álbum debut y más exitoso de la banda de hard rock y glam metal, Autograph. Este álbum contiene la canción más famosa del grupo, "Turn Up The Radio". La canción aparece en el videojuego GTA: Vice City, mientras que la última canción del álbum, All I'm Gonna Take se aprecia en el juego Grand Theft Auto: Vice City Stories.

## Lista de canciones
| N.º | Título                               | Duración |  |
| 1.  | «Send Her to Me»                     | 3:35     |  |
| 2.  | «Turn Up the Radio»                  | 4:38     |  |
| 3.  | «Night Teen & Non-Stop»              | 4:20     |  |
| 4.  | «Cloud 10»                           | 3:37     |  |
| 5.  | «Deep End»                           | 4:19     |  |
| 6.  | «My Girlfriend's Boyfriend Isn't Me» | 3:33     |  |
| 7.  | «Thrill of Love»                     | 3:59     |  |
| 8.  | «Friday»                             | 4:11     |  |
| 9.  | «In the Night»                       | 3:56     |  |
| 10. | «All I'm Gonna Take»                 | 5:42     |  |

- Datos: Q1933819